# Зарган
Зарганът (Belone belone), наричан също и морска бекаса, е морска, стадна риба със силно източено и издължено тяло, наподобяващо змия, и сребриста окраска. Среща се в устията на реки и в дълбоките води на Атлантическия океан, Средиземно море, Карибско море, Балтийско море както и в Черно море. Живее на дълбочина до 20 m.

## Описание
Челюстите са силно издължени напред и приличат на човка. По цялата дължина на устата могат да се забележат ситните ѝ, но остри зъби. Расте бързо. Живее 5 – 9 години и съзрява полово на 1 – 2 години. Има изключително дълъг размножителен период, който започва от април и свършва през септември. Зарганът яде предимно малки риби и насекоми, попаднали във водата. Предпочитана за него храна е дребният сафрид и хамсия. Черноморският зарган е с дължина около 35 – 55 cm. Този, растящ в Средиземно море или Атлантическия океан, е значително по-едър и достига размери от порядъка на 75 cm. На тегло достига 700 g., в редки случаи и повече.

## Употреба
Зарганът може да се консумира варен, пържен, печен или пушен. Костите им имат необичаен зелен цвят, дължащ се на съдържанието на биливердин. Поради това често бива избягван, но пигментът е безвреден.